# 卡內皮

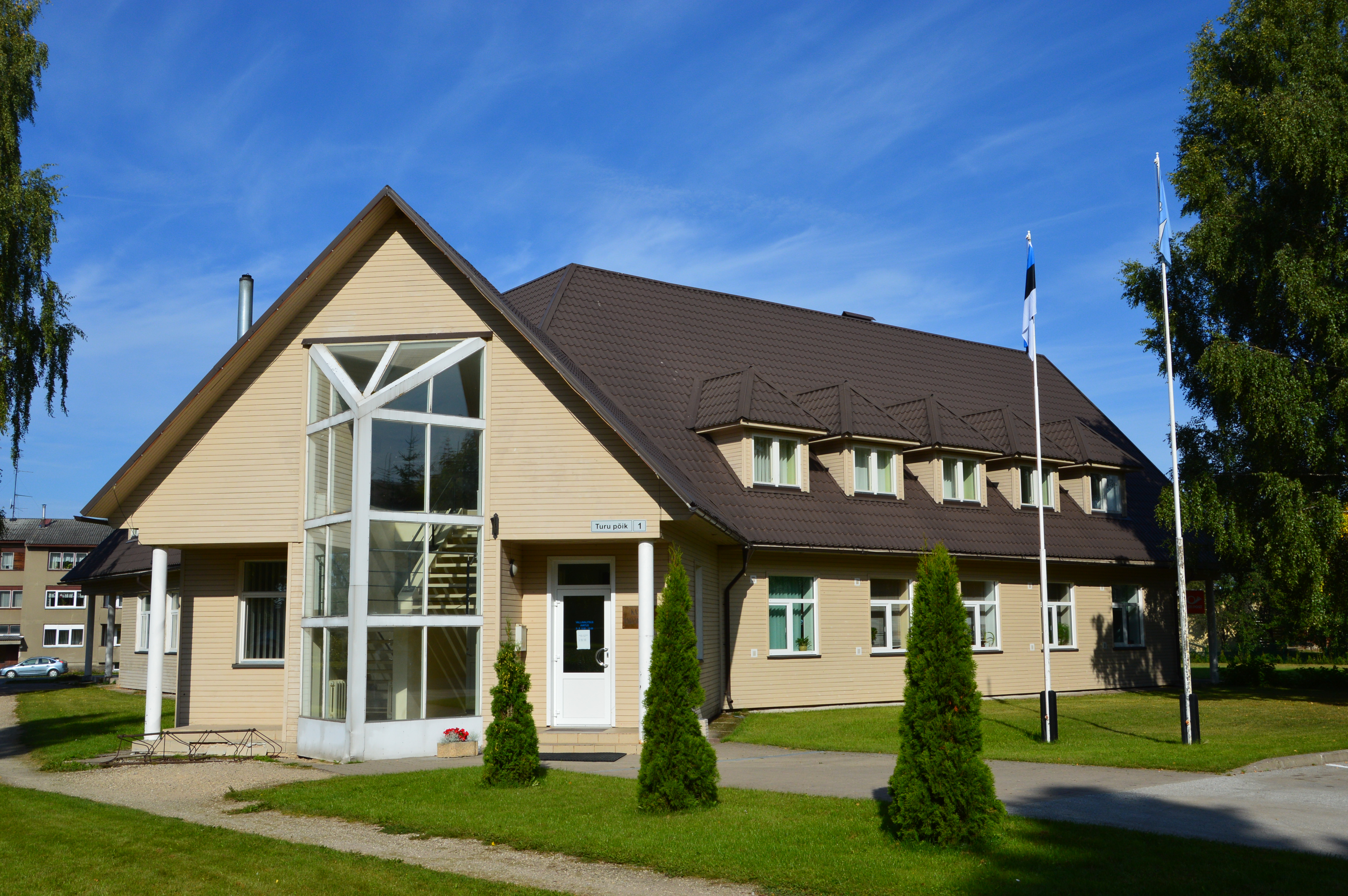
卡内皮市政厅

卡內皮，是愛沙尼亞珀爾瓦縣卡内皮市镇内的小鎮及其行政中心，位於該國東南部，處於首都塔林東南面200公里，海拔高度131米，2012年該小鎮人口638。
57°58′59″N 26°45′23″E / 57.98306°N 26.75639°E